# Saarijärvi (sjö i Finland, Päijänne-Tavastland, lat 61,12, long 26,00)
Saarijärvi är en sjö i Finland. Den ligger i kommunen Heinola i landskapet Päijänne-Tavastland, i den södra delen av landet, 120 km nordost om huvudstaden Helsingfors. Saarijärvi ligger 126 meter över havet. Arean är 14,3 hektar och strandlinjen är 2,91 kilometer lång. Sjön  ingår i Kymmene älvs huvudavrinningsområde.   Den ligger vid sjöarna Onkijärvi och Suurijärvi. I omgivningarna runt Saarijärvi växer i huvudsak blandskog.
I övrigt finns följande vid Saarijärvi:
- Onkijärvi (en sjö)